# Roy Cheung
Roy Cheung, de son vrai nom Cheung Yiu-yeung (張耀揚, né le 20 juillet 1963), est un acteur hongkongais connu pour avoir souvent joué des rôles de membres des triades.

## Biographie
Grand amateur de Bruce Lee durant son enfance, Cheung ne pense cependant pas à l'époque faire une carrière de comédien.
Débutant comme mannequin, il devient acteur après que le réalisateur Fan Yeung lui ait proposé de jouer dans son film Lost Romance (1986). Après son apparition dans City on Fire (1987) de Ringo Lam, il se spécialise dans les rôles de méchants.
En 1996, Cheung joue dans les 3e, 4e et 6e volets de la série des Young and Dangerous, des apparitions qui marquent le début d'une longue collaboration avec le réalisateur et directeur de la photographie Andrew Lau.
En 1998, dans The Storm Riders, il se libère de ses rôles de méchants en interprétant un moine shaolin, avant de rejouer un gangster en 2003 dans le deuxième volet de la série des Infernal Affairs (en).

## Filmographie partielle
- Lost Romance (1986)
- City on Fire (1987)
- Prison on Fire (1987)
- The Big Heat (1988)
- School on Fire (1988)
- Tiger on the Beat 2 (1988)
- Mad Mission 5 (1989)
- They Came to Rob Hong Kong (1989)
- Wild Search (1989)
- Triads: The Inside Story (1989)
- Chicken a La Queen (1990)
- Fight Back to School (1991)
- Hong Kong Godfather (1991)
- In the Lap of God (1991)
- Magnificent Scoundrels (1991)
- My Flying Wife (1991)
- Prison on Fire 2 (1991)
- Rose (1992)
- Shanghai Heroic Story (1992)
- What a Hero! (1992)
- Wicked City (1992)
- Ghost Lantern (1993)
- Gambling Baron (1994)
- OCTB (1994)
- To Live and Die in Tsimshatsui (1994)
- The Tragic Fantasy - Tiger of Wanchai (1994)
- The Armed Policewoman (1995)
- From the Same Family (1995)
- High Voltage (1995)
- Love, Guns & Glass (1995)
- Best of the Best (1996)
- King of Robbery (1996)
- Mongkok Story (1996)
- Once Upon a Time in Triad Society 2 (1996)
- Those Were the Days (1996)
- The Wild Couple (1996)
- Young and Dangerous 3 (1996)
- Young and Dangerous 4 (1997)
- Beast Cops (1998)
- Leopard Hunting (1998)
- Raging Angels (1998)
- The Storm Riders (1998)
- Big Spender (1999)
- The Mission (1999)
- Slow Fade (1999)
- Born to Be King (2000)
- The Triad Zone (2000)
- Bloody Cops (2000)
- Mafia.com (2000)
- Play With Strangers (2000)
- Super Car Criminals (2000)
- Unbeatables (2000)
- White Storm (2000)
- Her Name is Cat 2: Journey to Death (2001)
- The Replacement Suspects (2001)
- The Avenging Fist (2001)
- Chinese Odyssey 2002 (2002)
- The Wesley's Mysterious File (2002)
- Deadline Crisis (2002)
- Infernal Affairs 2 (2003)
- Dragon the Master (2003)
- Brothers (2004)
- The Game of Killing (2004)
- Colour of the Loyalty (2005)
- Moonlight in Tokyo (2005)
- Exilé (2006)
- The Drummer (2007)
- Mini (2007)
- Linger (2008)
- A Land without Boundaries (2011)
- The Assassins (2012)
- The Five (2012)